# شهرستان نیپ
شهرستان نیپ (به لاتین: Nippes Department) یک شهرستان در هائیتی است.

## خصوصیات
شهرستان نیپ ۱٬۲۶۷٫۷۷ کیلومترمربع مساحت و ۳۴۲٬۳۲۵ نفر جمعیت دارد.